# Sinfonia n. 8 (Sibelius)
La Sinfonia n. 8 di Jean Sibelius fu il suo ultimo grande progetto compositivo, che lo occupò in modo intermittente dalla metà degli anni '20 fino al 1938 circa, anche se non lo pubblicò mai. Durante questo periodo Sibelius era al culmine della sua fama, una figura nazionale nella sua nativa Finlandia e un compositore di statura internazionale. È stata fatta una buona copia almeno del primo movimento, ma quanta parte dell'ottava sinfonia sia stata completata è ignoto. Sibelius ha ripetutamente rifiutato di pubblicarla per l'esecuzione, anche se continuò ad affermare che ci stava lavorando anche dopo che, secondo i rapporti successivi della sua famiglia, aveva bruciato la partitura e il materiale associato, probabilmente nel 1945.

## Storia
Gran parte della reputazione di Sibelius, durante la sua vita e successivamente, derivava dal suo lavoro di sinfonista. La sua settima sinfonia del 1924 è stata ampiamente riconosciuta come un punto di riferimento nello sviluppo della forma sinfonica e all'epoca non vi era motivo di supporre che il flusso di opere orchestrali innovative non sarebbe continuato. Tuttavia, dopo il poema sinfonico Tapiola, completato nel 1926, la sua produzione fu limitata a brani relativamente minori e revisioni di opere precedenti. Durante gli anni '30 l'Ottava Sinfonia era stata promessa in anteprima a Serge Koussevitzky e alla Boston Symphony Orchestra in diverse occasioni, ma man mano che ogni data programmata si avvicinava, Sibelius sollevava obiezioni, dichiarando che l'opera non era pronta per l'esecuzione. Analoghe promesse fatte al direttore britannico Basil Cameron e al finlandese Georg Schnéevoigt si dimostrarono illusorie. Si pensa che il perfezionismo di Sibelius e la sua enorme reputazione gli abbiano impedito di completare la sinfonia con sua piena soddisfazione; voleva che fosse persino migliore della sua settima.
Dopo la morte di Sibelius nel 1957, furono rese pubbliche le notizie sulla distruzione dell'ottava sinfonia e si suppose che l'opera fosse scomparsa per sempre. Ma negli anni '90, mentre venivano catalogati i numerosi quaderni e schizzi del compositore, gli studiosi inizialmente sollevarono la possibilità che frammenti della musica della sinfonia perduta potessero essere sopravvissuti. Da allora diversi brevi schizzi di manoscritti furono provvisoriamente identificati con l'ottava, tre di questi (che comprendono meno di tre minuti di musica) sono stati registrati dall'Orchestra Filarmonica di Helsinki nel 2011. Mentre alcuni musicologi hanno ipotizzato che, se fossero identificati ulteriori frammenti, potrebbe essere possibile ricostruire l'intero lavoro, altri hanno suggerito che ciò è improbabile, data l'ambiguità del materiale esistente. È stata perfino messa in discussione anche la proprietà della musica pubblica che Sibelius stesso aveva respinto.

## Antefatti

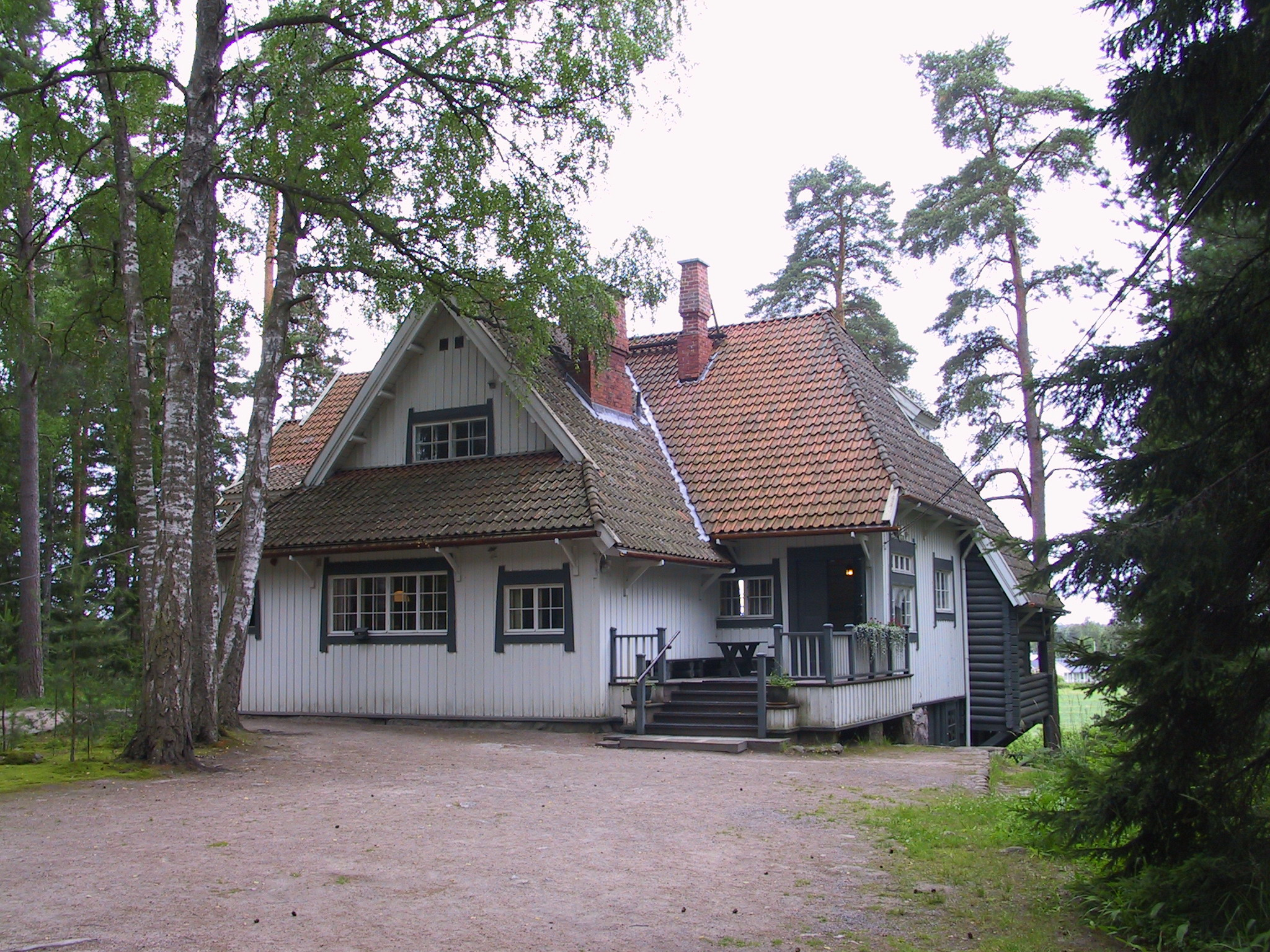
Ainola, la casa di Sibelius dal 1904 fino alla sua morte

Jean Sibelius nacque nel 1865 in Finlandia, dal 1809 un gran ducato autonomo all'interno dell'Impero russo era stata in precedenza sotto il controllo svedese per molti secoli. Il paese rimase diviso tra una minoranza di lingua svedese culturalmente dominante, alla quale apparteneva la famiglia Sibelius, e una maggioranza di nazionalità finlandese di mentalità più nazionalista o "fennomana". Intorno al 1889 Sibelius incontrò la sua futura moglie, Aino Järnefelt, che proveniva da una famiglia fennomane. Il legame di Sibelius con i Järnefelts lo aiutò a risvegliare e sviluppare il proprio nazionalismo; nel 1892, anno del suo matrimonio con Aino, completò la sua prima opera apertamente nazionalista, la suite sinfonica Kullervo. Durante gli anni 1890, quando il controllo russo sul ducato divenne sempre più opprimente, Sibelius produsse una serie di opere che riflettevano la resistenza finlandese al dominio straniero, culminando nel poema sinfonico Finlandia.
La statura nazionale di Sibelius fu riconosciuta nel 1897 quando gli fu assegnata una pensione statale per consentirgli di dedicare più tempo alla composizione. Nel 1904 lui e Aino si stabilirono ad Ainola, una residenza di campagna che costruì sulle rive del Lago Tuusula a Järvenpää, dove vissero per il resto della loro vita. Sebbene la vita ad Ainola non fosse sempre calma e spensierata - Sibelius era spesso in debito ed incline a forti bevute - riuscì nei 20 anni seguenti a creare una grande produzione di opere orchestrali, musica da camera, brani per pianoforte e canzoni ed anche musica più leggera. La sua popolarità si diffuse dall'Europa fino negli Stati Uniti dove, durante un tour trionfale nel 1914, gli fu conferito un dottorato onorario dalla Yale University. In patria il suo status era tale che le sue celebrazioni per il cinquantesimo compleanno nel 1915 furono un evento nazionale, il cui fulcro fu la première di Helsinki della sua Quinta sinfonia.
Verso la metà degli anni '20 Sibelius aveva acquisito lo status di monumento nazionale vivente ed era il principale ambasciatore culturale del suo paese, diventato indipendente dal 1917. Secondo il suo biografo Guy Rickards aveva investito "la sua ispirazione più cruciale" nelle sette sinfonie da lui composte tra il 1898 e il 1924. James Hepokoski, studioso di Sibelius, considera la Settima sinfonia, compatta e con un unico movimento, che Sibelius completò nel 1924, come il più straordinario successo sinfonico del compositore, "la perfetta realizzazione del suo ultimo ripensamento della forma". Fu seguita nel 1926 da Tapiola, un poema sinfonico nel quale, afferma Rickards, Sibelius "spinse risorse orchestrali in regioni del tutto nuove ... Tapiola era in anticipo di trenta o quaranta anni".

## Composizione

### Inizi
Il primo riferimento all'ottava sinfonia nel diario di Sibelius è una voce non datata del settembre 1926: "Mi sono offerto di creare qualcosa per l'America". Tuttavia, alcune delle idee iniziali per la nuova sinfonia erano state quasi certamente messe giù in precedenza, perché era abitudine compositiva di Sibelius mettere da parte temi e motivi da utilizzare in progetti successivi. Pertanto uno degli schizzi esistenti della sua settima sinfonia, sulla quale era stato impegnato nel 1923-1924, contiene un motivo ad anello contrassegnato "VIII". Inoltre nell'autunno del 1927 Sibelius era in grado di informare il critico musicale del New York Times, Olin Downes, uno dei suoi più grandi ammiratori, che aveva messo su carta due movimenti dell'ottava [sinfonia] e aveva composto il resto nella sua testa.
All'inizio del 1928 Sibelius fece una delle sue regolari visite a Berlino, per assorbire la vita musicale della città e per comporre. Inviò ad Aino rapporti positivi sul lavoro in corso: la sinfonia, disse, sarà "meravigliosa". Tornato a casa, ad Ainola a settembre, disse a sua sorella che stava "scrivendo un nuovo lavoro, che verrà inviato in America. Avrà bisogno ancora di tempo, ma andrà a finire bene". Nel dicembre del 1928, tuttavia, quando il suo editore danese Wilhelm Hansen gli chiese come si stava sviluppando il lavoro, Sibelius si dimostrò meno disponibile; la sinfonia esisteva, disse, solo nella sua testa. Successivamente i resoconti di Sibelius sui progressi della sinfonia divennero equivoci, a volte contraddittori e difficili da seguire.

### Progressi e tentennamenti

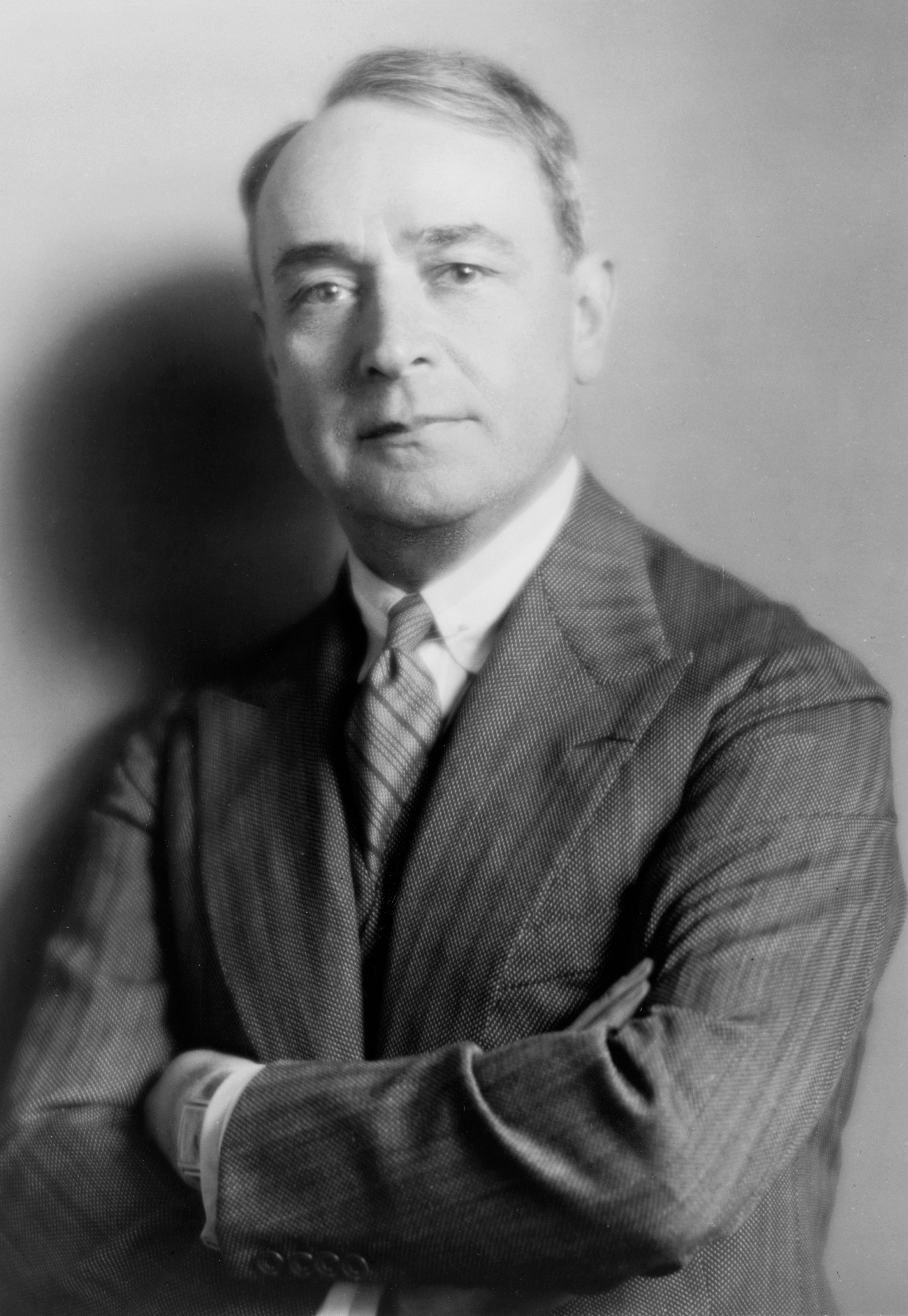
Il direttore Serge Koussevitzky, al quale era stata promessa la prima dell'Ottava Sinfonia molte volte

Probabilmente, su suggerimento di Downes, Sibelius aveva promesso la prima mondiale della sua nuova sinfonia a Serge Koussevitzky ed alla Boston Symphony Orchestra. Per diversi anni, in una lunga corrispondenza tra il direttore e Downes, Sibelius esitava e tergiversava. Nel gennaio del 1930 disse che la sinfonia "non era quasi pronta e non posso dire quando sarà pronta", ma nell'agosto dello stesso anno disse a Koussevitzky che era possibile un'esecuzione nella primavera del 1931. Non se ne fece nulla. Nell'estate del 1931 Sibelius disse a Downes che non solo l'ottava sinfonia era quasi pronta per la stampa, ma aveva anche molte altre nuove opere in sospeso. Così incoraggiato, nel dicembre del 1931 Koussevitzky usò il Boston Evening Transcript per annunciare il lavoro per la stagione 1931–32 dell'orchestra. Ciò portò ad un immediato telegramma da Sibelius, che diceva che la sinfonia, dopo tutto, non sarebbe stata pronta per quella stagione.
Koussevitzky decise quindi di eseguire tutte le sinfonie di Sibelius nella stagione 1932-1933 della Boston Symphony, con l'anteprima mondiale dell'ottava al culmine. Nel giugno del 1932 Sibelius scrisse a Koussevitzky suggerendogli di programmare l'ottava per la fine di ottobre. Una settimana dopo si tirò indietro: "Sono molto turbato per questo. Per favore, non annunciare lo spettacolo". Ulteriori promesse, per il dicembre 1932 ed il gennaio 1933, vennero disattese. Ormai Koussevitzky stava perdendo ogni speranza, eppure lo chiese ancora una volta, nell'estate del 1933. Sibelius fu evasivo; non promise di consegnarla ma "ritornerò sulla questione in un secondo momento". Per quanto riguarda Koussevitzky e la Boston Symphony, la questione finì lì. Sibelius aveva stretto accordi con altri direttori; aveva promesso la prima europea a Basil Cameron e la Royal Philharmonic Society, e l'anteprima finlandese a Georg Schnéevoigt, che aveva recentemente assunto la direzione della Helsinki Philharmonic Orchestra. Questi accordi erano comunque soggetti all'illusoria anteprima di Boston e quindi nacquero morti. Più tardi nel decennio si pensa che Eugene Ormandy, un fervente ammiratore di Sibelius che dirigeva la Philadelphia Orchestra dal 1936, avesse esercitato forti pressioni per il diritto ad eseguire la prima, qualora fosse emersa la sinfonia a tempo debito.
Durante le sue procrastinazioni con Koussevitzky, Sibelius continuò a lavorare sulla sinfonia. Nel 1931 trascorse di nuovo del tempo a Berlino, scrivendo ad Aino nel maggio del 1931: "la sinfonia avanza rapidamente". I progressi furono interrotti dalla malattia, ma verso la fine dell'anno Sibelius affermò con sicurezza: "Sto scrivendo la mia ottava sinfonia e sono pieno di giovinezza. Come si può spiegare?" Nel maggio del 1933, mentre continuava nei suoi dinieghi a Koussevitzky, Sibelius scriveva nel suo diario che era profondamente immerso nella composizione: "È come se fossi tornato a casa... Sto prendendo tutto in un altro modo, più profondamente. Un gitano dentro di me. Romantico". Più tardi quell'estate informò un giornalista che la sua nuova sinfonia era quasi completa: "Sarà la resa dei conti di tutta la mia esistenza, sessantotto anni. Probabilmente sarà la mia ultima. Otto sinfonie e cento canzoni, dovrebbe bastare".
Ad un certo momento di quell'estate iniziò la copia ufficiale della sinfonia. Il 4 settembre 1933 Paul Voigt, copista di lunga data di Sibelius, inviò un conto per fare una bella copia del primo movimento: 23 pagine di musica. Sibelius lo informò - esiste ancora la nota - che il manoscritto completo sarebbe stato circa otto volte più lungo di quell'estratto, indicando che la sinfonia avrebbe potuto essere su una scala più ampia di qualsiasi altra delle sue sette precedenti. Aino Sibelius in seguito ricordò altre visite a Voigt quell'autunno, in cui Sibelius, il cui umore descrisse come cupo e taciturno, consegnò ulteriori copie di manoscritti musicali al copista.

### Limbo
Vari rapporti sembravano confermare che la pubblicazione della sinfonia era imminente. Il compositore finlandese Leevi Madetoja nel 1934 accennò al fatto che l'opera era praticamente completa; un articolo del giornalista svedese Kurt Nordfors indicava che due movimenti erano completi e il resto delineato. Con l'aumentare delle pressioni per la produzione della sinfonia, Sibelius si ritirò sempre più e non volle discutere i suoi progressi. Nel dicembre del 1935, durante un'intervista in occasione delle celebrazioni per il suo settantesimo compleanno, indicò che aveva scartato il lavoro di un anno intero; ciò indicava una revisione su vasta scala dell'ottava. Tuttavia, quando il corrispondente del Times chiese particolari sui progressi del lavoro, Sibelius si irritò molto. Si infuriò per il fatto che Downes continuava a infastidirlo per informazioni e in un'occasione gridò "Ich kann nicht!" ("Non posso!").
Una ricevuta trovata tra le carte di Sibelius si riferisce a una "Symphonie" vincolata dalla ditta Weilin & Göös nell'agosto del 1938. Mentre non è stato stabilito che questa transazione riguardasse l'ottava, lo studioso di Sibelius Kari Kilpeläinen sottolinea che nessuna delle precedenti partiture sinfoniche riporta l'intestazione "Symphonie" senza numero e chiede: "Potrebbe aver omesso il numero per impedire la diffusione della notizia del completamento dell'ottava sinfonia? O non diede un numero al lavoro, perché non ne era soddisfatto?" La figlia del compositore, Katarina ha parlato del dubbio che affliggeva suo padre in quel momento, gravato dalle continue aspettative e dal clamore che circondava l'ottava sinfonia. "Voleva che fosse migliore delle altre sinfonie. Alla fine divenne un peso, anche se gran parte di essa era già stata scritta. Alla fine non so se abbia considerato accettabile ciò che aveva scritto."
Sibelius rimase in Finlandia durante la Guerra d'inverno del 1939-1940, nonostante le offerte di asilo negli Stati Uniti. Dopo la fine della guerra, nel marzo del 1940, si trasferì con la sua famiglia in un appartamento a Kammiokatu (in seguito ribattezzato Sibeliuksenkatu o "Via Sibelius" in suo onore) nel quartiere Taka-Töölö di Helsinki, dove rimasero per un anno. Durante quel periodo fece loro furono visita il pianista Martti Paavola, che poté esaminare i contenuti della cassaforte di Sibelius. In seguito Paavola riferì al suo allievo Einar Englund che tra la musica conservata c'era una sinfonia, "molto probabilmente l'ottava".

## La distruzione
Di ritorno ad Ainola Sibelius si occupò di nuovi arrangiamenti di vecchie canzoni. Tuttavia la sua mente tornò spesso alla sinfonia apparentemente moribonda. Nel febbraio del 1943 disse al suo segretario, Santeri Levas, che sperava di completare una "grande opera" prima di morire, ma incolpò la guerra per la sua incapacità di fare progressi: "Non riesco a dormire la notte quando ci penso". A giugno discusse della sinfonia con il suo futuro genero Jussi Jalas e fornì un'altra ragione per il suo mancato completamento: "Per ciascuna delle mie sinfonie ho sviluppato una tecnica speciale. Non può essere qualcosa di superficiale, però deve essere qualcosa che è stata vissuta. Nel mio nuovo lavoro sto lottando proprio con questi problemi". Sibelius disse anche a Jalas che tutti i disegni e le bozze approssimative dovevano essere bruciati dopo la sua morte; non voleva che nessuno etichettasse questi scarti rifiutati come "Sibelius letzten Gedanken" (gli ultimi pensieri di Sibelius).
A metà degli anni '40, probabilmente nell'estate del 1945, Sibelius e Aino insieme bruciarono un gran numero di manoscritti del compositore nella stufa nella sala da pranzo di Ainola. Non c'è traccia di ciò che è stato bruciato; mentre la maggior parte dei commentatori ipotizza che l'ottava sinfonia fosse tra le opere distrutte, Kilpeläinen osserva che c'erano almeno due manoscritti dell'opera, l'originale e la copia di Voigt, nonché bozze e frammenti di versioni precedenti. È possibile, dice Kilpeläinen, che Sibelius non li abbia bruciati tutti. Aino, che trovò il processo molto doloroso, ricordò in seguito che il rogo sembrava allentare la tensione della mente di Sibelius: "Dopo questo mio marito appariva più calmo e il suo atteggiamento era più ottimista. Fu un momento felice". L'interpretazione più ottimistica della sua azione, secondo il critico musicale del The Philadelphia Inquirer, David Patrick Stearns, è che si sbarazzò delle vecchie bozze della sinfonia in modo da ripulire la sua mente per un nuovo inizio. Nel 1947, dopo aver visitato Ainola, il direttore d'orchestra Nils-Eric Fougstedt affermò di aver visto una copia dell'Ottava sullo scaffale, con parti corali separate. Il musicologo Erkki Salmenhaara ipotizza due roghi: quello del 1945 che distrusse il materiale più antico e un altro dopo che Sibelius finalmente ebbe riconosciuto che non avrebbe mai potuto completare l'opera in modo soddisfacente.
Sebbene Sibelius, alla fine di agosto del 1945, avesse informato il suo segretario che la sinfonia era stata bruciata, la questione rimase un segreto confinato nella cerchia privata del compositore. Durante i restanti anni della sua vita Sibelius di tanto in tanto lasciò intendere che il progetto dell'ottava sinfonia era ancora vivo. Nell'agosto del 1945 scrisse a Basil Cameron: "Ho finito la mia ottava sinfonia diverse volte, ma non ne sono ancora soddisfatto. Sarò felice di consegnartela quando sarà il momento." In realtà dopo l'incendio aveva completamente abbandonato la composizione creativa; nel 1951, quando la Royal Philharmonic Society chiese un'opera per celebrare il Festival della Gran Bretagna del 1951, Sibelius declinò. Già nel 1953 disse al suo segretario Levas che stava lavorando alla sinfonia "nella sua mente"; solo nel 1954 ammise, in una lettera alla vedova del suo amico Adolf Paul, che non sarebbe mai stata completata. Sibelius morì il 20 settembre 1957; il giorno successivo sua figlia Eva Paloheimo annunciò pubblicamente che l'ottava sinfonia non esisteva. Il rogo del manoscritto divenne universalmente noto in seguito, quando Aino rivelò il fatto al biografo del compositore Erik W. Tawaststjerna.
Critici e commentatori hanno riflettuto sui motivi per cui Sibelius alla fine abbia abbandonato la sinfonia. Per tutta la vita era stato incline alla depressione, subendo spesso crisi di caduta della propria autostima. Alex Ross, in The New Yorker, cita una voce del diario del compositore del 1927, quando l'ottava sinfonia era presumibilmente in corso:
"Questa solitudine mi sta facendo impazzire. [...] Per poter vivere in primo luogo, devo avere alcol. Vino o whisky. Questo è il problema. Abuso di alcol, solo, e tutti i miei veri amici sono morti. Il mio attuale prestigio qui a casa ha toccato il fondo. Impossibile lavorare. Se solo ci fosse una soluzione."
I giornalisti hanno sottolineato il tremore della mano che gli rendeva difficile scrivere e l'alcolismo che lo ha afflitto in numerose fasi della sua vita. Altri hanno sostenuto che lo stato esaltato di Sibelius come eroe nazionale lo abbia messo effettivamente a tacere; temeva che ogni ulteriore grande lavoro non sarebbe stato all'altezza delle aspettative della nazione adorante. Andrew Barnett, un altro dei molti biografi del compositore, punta il dito sull'intensa autocritica di Sibelius: rifiutava o sopprimeva tutto ciò che non riusciva a soddisfare i suoi standard autoimposti: "Fu questo atteggiamento che portò alla distruzione dell'ottava sinfonia, ma lo stesso identico tratto caratteriale lo costrinse a continuare a rivedere la quinta sinfonia finché non fu perfetta". Lo storico Mark McKenna concorda sul fatto che Sibelius è stato soffocato da una combinazione di perfezionismo e crescente mancanza di fiducia in se stesso. Il mito, sostenuto per più di 15 anni, che Sibelius stava ancora lavorando alla sinfonia era, secondo McKenna, una finzione deliberata: "Ammettere che si era fermato del tutto sarebbe stato come ammettere l'impensabile: che non era più un compositore".

## Ritrovamenti
Dopo la sua morte Sibelius, pur rimanendo popolare tra il grande pubblico, fu spesso denigrato dalla critica che trovava la sua musica datata e noiosa. René Leibowitz, sostenitore della musica di Arnold Schönberg, pubblicò un opuscolo che descriveva Sibelius come "il peggior compositore del mondo"; altri lo ritennero irrilevante in quello che era stato percepito per un certo periodo come un movimento irresistibile verso l'atonalità. Questo clima diminuì la curiosità sull'esistenza di materiale di una possibile Ottava di Sibelius, fino alla fine del XX secolo, quando ricomparve l'interesse dei critici per il compositore. Nel 1995 Kilpeläinen, che aveva pubblicato un'indagine sui manoscritti di Sibelius conservati nella Biblioteca dell'Università di Helsinki, scrisse che tutto ciò che poteva sicuramente essere collegato all'ottava sinfonia era una singola pagina di una partitura e il frammento di melodia cerchiato, contrassegnato "VIII" all'interno degli schizzi della Settima Sinfonia. Aggiunse, tuttavia, che la biblioteca conteneva ulteriori schizzi di Sibelius tra la fine degli anni '20 e l'inizio degli anni '30, alcuni dei quali sono simili al frammento cerchiato e che avrebbero potuto essere concepiti per l'ottava sinfonia. Kilpeläinen rivelò anche: "recentemente sono venuti alla luce vari documenti che nessuno immaginava nemmeno che esistessero. Forse ci sono ancora alcuni indizi sull'ottava sinfonia nascosti che aspettano che qualche studioso li scopra".
Nel 2004, in un articolo intitolato "Su alcuni apparenti schizzi per l'ottava sinfonia di Sibelius", il teorico della musica Nors Josephson identifica circa 20 manoscritti o frammenti conservati nella Biblioteca dell'Università di Helsinki come rilevanti per la sinfonia e conclude che: "Data l'abbondanza di materiale preservato per questo lavoro, si attende con grande aspettativa un completamento accurato e meticoloso dell'intera composizione ". Un altro studioso di Sibelius, Timo Virtanen, ha esaminato lo stesso materiale ed è più moderato, concludendo che sebbene alcuni degli schizzi possano riguardare l'ottava sinfonia, non è possibile determinare esattamente quali siano, ammesso che la riguardino. Persino il frammento contrassegnato con "VIII", egli sostiene, non si può dire con certezza che si riferisca alla sinfonia, poiché Sibelius usava spesso sia numeri romani che arabi per riferirsi a temi, motivi o passaggi all'interno di una composizione. Virtanen fornisce un'ulteriore nota di cautela: "Dovremmo essere consapevoli del fatto che [i frammenti] sono, dopotutto, bozze: incompiute come musica e che rappresentano solo un certo stadio nella pianificazione di una nuova composizione".
Nonostante le sue riserve, nell'ottobre del 2011 Virtanen ha collaborato con un altro studioso, Vesa Sirén, per preparare tre dei frammenti più sviluppati per l'esecuzione. Gli schizzi furono copiati e riordinati, ma nulla di non scritto da Sibelius fu aggiunto al materiale. Il permesso dei Sibelius Rights Holders è stato garantito e John Storgårds, direttore d'orchestra principale della Filarmonica di Helsinki, ha accettato di suonare e registrare questi brani durante la sessione di prove dell'orchestra del 30 ottobre 2011. I brani comprendono un segmento di apertura della durata di circa un minuto, un frammento di otto secondi che potrebbe far parte di uno scherzo e un ultimo frammento di musica orchestrale che dura di nuovo all'incirca un minuto. Sirén descrive la musica come "strana, potente e con audaci armonie speziate, un passo nel nuovo anche dopo Tapiola e la musica per The Tempest". Stearns dà una visione più dettagliata: "Il primo estratto è l'annuncio classico sibeliano di un primo movimento. C'è un elegante rombo di tuono orchestrale che apre la porta a un mondo armonico che è solo di Sibelius, ma ha strane dissonanze a differenza di qualsiasi altro lavoro. Un altro scorcio sembra l'inizio di uno scherzo, ricordando sorprendentemente la primavera con un assolo di flauto vivace. Un altro frammento ha un assolo di fagotto classico sibeliano, del tipo che parla di cose primordiali e va in un mondo sotterraneo oscuro e invernale."

## Speculazioni
Anche se solo il primo movimento, copiato da Voigt, è pienamente accettato come completo, la scala e il carattere generale previsti dell'ottava sinfonia possono essere dedotti da diverse fonti. La corrispondenza tra Sibelius e Voigt ed i suoi rilegatori, rispettivamente nel 1933 e nel 1938, indica la possibilità di un'opera su larga scala. Oltre all'osservazione di Nils-Eric Fougstedt del 1947, ci sono anche indicazioni di Voigt secondo cui l'opera avrebbe potuto contenere elementi corali, sulla falsariga della Nona di Beethoven.
Dai frammenti musicali disponibili, sia Virtanen che Andrew Mellor di Gramophone rilevano accenni di Tapiola, in particolare nel primo dei tre estratti. Kilpeläinen indica alcune delle opere minori tardive di Sibelius, in particolare "Five Esquisses" per pianoforte op. 114 (1929), come prova che nei suoi ultimi anni compositivi Sibelius "stava avanzando verso un linguaggio più astratto: immagini chiare ed eteree poco toccate dalle passioni umane". Ulteriore originalità, afferma Kilpeläinen, si trova nella musica "Surusoitto" per organo, composta nel 1931 per i funerali dell'amico di Sibelius Akseli Gallen-Kallela, un'opera che Aino Sibelius ammise avrebbe potuto essere basata sul materiale sinfonico dell'ottava: "La nuova sinfonia", chiede Kilpeläinen, "rappresenta quindi anche un suono moderno a differenza di quello del suo stile precedente, con toni cupi, aperti e dissonanze irrisolte?" Dopo la registrazione dei frammenti, Storgårds poté riconoscere lo stile tardo del compositore, aggiungendo che "le armonie sono così selvagge e la musica così eccitante che mi piacerebbe davvero sapere come andò avanti con questo materiale". L'unico commento conservato di Sibelius sulla musica stessa, distinto dalle sue occasionali relazioni sui progressi, è un'osservazione a Schnéevoigt nel dicembre 1932: "Non hai idea di quanto sia geniale".
Studiosi e critici sono divisi nelle loro opinioni sul valore dei brani recuperati. Da un lato, Josephson è convinto che esista materiale sufficiente per la ricostruzione dell'intera sinfonia e attende con impazienza di intraprendere questo compito. Questo punto di vista è ripreso da Stearns: "Non c'è assolutamente alcun motivo per non tentare un completamento". Altri, però, sono più cauti: Virtanen, in particolare, sottolinea che sebbene la musica sia inequivocabilmente del tardo Sibelius, non è stato stabilito al di là di ogni dubbio che una parte di essa appartenga all'ottava sinfonia. Sirén, che ha svolto un ruolo importante nell'organizzazione dell'esecuzione dei frammenti, ritiene che il completamento sia impossibile sulla base degli schizzi esistenti e dipende da ulteriori eventuali scoperte. Suppone inoltre che Sibelius, avendo rifiutato il lavoro, non sarebbe stato contento ascoltando i frammenti riprodotti, un punto di vista che McKenna sostiene: "Guardando l'esecuzione su YouTube, non ho potuto fare a meno di pensare a quanto sarebbe stato deluso il compositore nel sentire l'esecuzione della sua musica incompiuta". Esaminando gli estratti registrati su Gramophone, Andrew Mellor osserva che anche se venissero alla luce ulteriori manoscritti, i titolari dei diritti di Sibelius avrebbero il pieno controllo del materiale e potrebbero decidere se l'esecuzione sia stata appropriata. Mellor conclude: "Abbiamo dovuto aspettare circa 80 anni per ascoltare meno di tre minuti di musica e il mistero dell'ottava non è destinato a svelarsi più rapidamente da adesso in poi".